# 紀元前24年
紀元前24年（きげんぜん24ねん）。

## 他の紀年法
- 干支 : 丁酉
- 日本
  - 垂仁天皇6年
  - 皇紀637年
- 中国
  - 前漢 : 陽朔元年
- 朝鮮
  - 高句麗 : 東明聖王14年
  - 新羅 : 赫居世34年
  - 檀紀2310年
- 仏滅紀元 : 520年
- ユダヤ暦 : 3737年 - 3738年

## できごと

### ローマ
- アウグストゥスが、Gaius Norbanus Flaccusとともに10度目の執政官になった。
- アウグストゥスがマルクス・アントニウスからの勝利を記念して、エジプトにニコポリスの街を建設した。